# Merom (microprocessore)
Merom è il nome in codice del processore mobile Core 2 Duo, successore del processore Core Duo (ex Pentium M serie 8xx) che è basato sul core Yonah, ed è il primo rappresentante della nuova architettura Intel Core Microarchitecture destinato all'impiego in sistemi mobile.
Inizialmente Merom era alla base della piattaforma di transizione Napa64, ma poi ha trovato la sua collocazione definitiva nelle piattaforme Centrino Pro e Centrino Duo Santa Rosa insieme al chipset Crestline a partire da maggio 2007.

## Arrivo sul mercato progressivamente anticipato
Inizialmente era stato annunciato per ottobre 2006, un periodo in cui doveva iniziare, da parte di Intel, l'unificazione delle proprie linee di prodotto Desktop e Notebook, proprio introducendo questo nuovo core. Successivamente, Intel ha deciso di anticipare il lancio degli altri processori basati sulla nuova architettura, Woodcrest e Conroe, destinati rispettivamente al mercato server e desktop, anticipando quindi a sua volta anche il lancio di Merom, fissato per agosto. A metà luglio poi è stato invece annunciato un ulteriore anticipo sulla data di distribuzione, fissata poi al 27 luglio, lo stesso giorno in cui è stata presentata anche la versione per desktop, Conroe, che condivide con Merom, lo stesso nome commerciale di Core 2 Duo.

## La nuova strategia di Intel
L'obiettivo di Intel con la nuova architettura "Core" in generale, e con il progetto Merom in particolare, è quello di valorizzare l'efficienza per MHz dei propri processori, abbandonando progressivamente la sola frequenza di clock quale principale parametro che indica le prestazioni di un processore. A partire dall'architettura Pentium M Banias originaria, Intel è arrivata con Merom a triplicare l'efficienza, e quindi le prestazioni, a parità di watt dissipati.
Questo grazie all'abbandono di pipeline lunghe (numero di cicli elevato) tipiche del processori Pentium 4 Prescott, con soluzioni a 31 stadi, adottando le nuove pipeline corte a soli 14 stadi.
Da questo progetto è derivato anche, come detto, il processore Conroe destinato ad essere la variante specifica per il mercato Desktop di Merom, andando a sostituire il Pentium D Presler.
Una scelta in questa direzione (quella di un passaggio all'architettura ereditata dal Pentium M per tutti i settori di mercato) è stata, del resto, un passaggio pressoché obbligato per Intel. Il produttore statunitense ha avuto per troppo tempo a listino un processore Desktop, modello Pentium 4, che operava a frequenze di clock molto elevate. Dall'altra parte, nel versante notebook, erano presenti le CPU Pentium M (Banias e Dothan), caratterizzate da frequenze di lavoro inferiori di circa il 50% rispetto a quelle Pentium 4 ma capaci, ciò nonostante, di ottime prestazioni velocistiche complessive. Risultava quindi evidente come l'efficienza di queste ultime soluzioni andasse sfruttata in tutti i settori di mercato.

## Caratteristiche tecniche

### Processo produttivo
Merom deriva proprio dal progetto Yonah, trasportando poi anche nel segmento Desktop, attraverso Conroe, le peculiarità architetturali di questo progetto. Si tratta di un'architettura, denominata "Intel Core Microarchitecture", con profonde revisioni rispetto a quella che caratterizza i Core Duo Yonah che lo hanno preceduto e che consente di ottenere un netto miglioramento prestazionale, dal 20 al 30% in più, rispetto alle precedenti architetture a parità di frequenza di clock, mantenendo però i consumi massimi intorno ai 21 W e quelli minimi sui 5 W, grazie anche alla presenza di 4 engine di esecuzione e una migliore unità di calcolo in virgola mobile (FPU).
Come Yonah, è ovviamente un processore dual core costruito in un unico pezzo di silicio secondo un approccio a Die Monolitico a 65 nm, un design che consente di condividere tra i due core parte delle unità di elaborazione, in questo caso la Cache L2. Non si tratta quindi di un approccio a Die Singolo come per i primi Pentium D Smithfield, e nemmeno a Die Doppio come per i Presler.
Nel corso del tempo, sono state rese disponibili versioni di Merom con una Cache L2 condivisa di 4 MB (Serie 7xxx) e 2 MB (Serie 5xxx), entrambe con bus a 667 MHz (ma il chipset Crestine supporta BUS a 800 MHz quindi, al momento dell'introduzione della piattaforma Santa Rosa, è stato reso disponibile un aggiornamento della frequenza). Inoltre, sebbene le cache L1 siano ancora fisicamente separate, è diventato però possibile trasferire i dati da una all'altra in maniera diretta, senza dover sprecare per questo alcun ciclo macchina. La superficie è di 143 mm² e il numero di transistor nelle versioni a 4 MB di cache, arriva 291 milioni.
È inoltre compatibile "pin-to-pin" con il suo predecessore, quindi è tecnicamente possibile sostituire la sola CPU in un portatile dotato di Yonah dopo aver aggiornato anche il BIOS della motherboard. In realtà tale compatibilità è limitata solo alle prime versioni, quelle pensate per la piattaforma di transizione Napa64; quelle che sono arrivate nel 2007 per far parte della piattaforma Santa Rosa, utilizzano un nuovo socket, il Socket P.
Dovendo essere inizialmente solo un sostituto di Yonah, Merom è compatibile anche con i chipset i945 GM e PM, presentati insieme alla prima generazione di Core Duo e, ovviamente anche con il socket già utilizzato da Yonah, vale a dire il 479.

#### Sfruttamento della cache L2
Nei processori dual core e multi core si pone il problema di come sfruttare la grande dotazione di cache L2 e come gestirne l'accesso da parte dei vari core. I diversi approcci di costruzione cui si è accennato poco sopra, comportano pro e contro relativamente ai metodi di fruizione di questa preziosa memoria aggiuntiva.

### Tecnologie implementate
Merom contiene tutte le principali tecnologie attualmente disponibili sui processori Intel MMX, SSE, SSE2 e SSE3 in una versione maggiormente perfezionata rispetto a quella introdotta nei Pentium 4 Prescott e Pentium D. Il vero punto di forza, per la prima volta nel settore notebook di Intel, risiede nel supporto alle istruzioni EM64T non implementate in Yonah in quanto questo avrebbe richiesto un maggior numero di transistor, impattando negativamente sui consumi del chip; inoltre a causa della scarsa diffusione di software ottimizzato al momento del lancio di Yonah, non ci sarebbero stati apprezzabili miglioramenti in termini di prestazioni velocistiche. Stando alle dichiarazioni della casa produttrice, da sempre in stretto contatto con Microsoft, i reali vantaggi dovrebbero arrivare con Windows Vista e la nuova versione di Microsoft Office, ovvero Office 2007. Ovviamente sono presenti anche XD-bit e SpeedStep.
Sono state introdotte anche le tecnologie La Grande, per l'implementazione del trusted computing in processori Intel, IAMT 2 e altre caratteristiche per incrementare le performance e rendere più flessibile l'utilizzo del PC. È presente anche la tecnologia di virtualizzazione Vanderpool (tranne che nel modello T5500), mentre non è stata implementata la tecnologia Hyper-Threading, che non ha mai riscontrato particolare interesse nel settore mobile e che anzi Intel abbandonerà completamente dato che l'attuale parco software in abbinamento ai processori dual core, non ne sfrutta le potenzialità.
Una nuova tecnologia appare molto interessante, si tratta della Intel Dynamic Acceleration, che permette di portare un core a operare a frequenza superiore a quella di default quando vengono utilizzate applicazioni che non beneficiano dell'elevato parallelismo che un processore multi core può fornire. In questo modo, se un'applicazione tende ad utilizzare un solo core lasciando gli altri inattivi, si ha un aumento dinamico della frequenza del core impegnato in modo da poter garantire il massimo di prestazioni anche con questo tipo di applicazioni; l'inattività degli altri core consente quindi di compensare i maggiori consumi che derivano dall'aumento della frequenza, mantenendo i parametri di dissipazione termica dentro i limiti prestabiliti. Tale tecnologia è stata implementata solo nelle versioni a bassa tensione LV (Low voltage) e ULV (Ultra Low voltage) facenti parte della nuova piattaforma Santa Rosa.

## La nuova piattaforma Centrino Pro
L'arrivo di Merom, con l'implementazione della tecnologia EM64T non ha coinciso immediatamente con il lancio della nuova generazione della piattaforma (di cui esiste anche la versione Centrino Pro), conosciuta come Santa Rosa, ma ha costituito solo un aggiornamento di quella conosciuta come Napa. La piattaforma completamente nuova per Merom invece, è stata resa disponibile solo a maggio 2007 ed è disponibile in 2 distinte versioni. Alla base di entrambe vi è quella che in codice si chiama Santa Rosa e, commercialmente, viene identificata in Centrino Pro e nella seconda generazione della Centrino Duo.
Tale approccio, quello della piattaforma di transizione con la sostituzione del solo processore, è stato quello che Intel ha già realizzato nel corso del 2004, anno in cui presentò il processore Pentium M Dothan come semplice successore del primo Pentium M Banias a febbraio e poi, a dicembre la nuova piattaforma Sonoma con cui introduceva il supporto alla RAM DDR2 e al PCI Express.

## Varianti di Merom con package ridotto
A gennaio 2008, durante l'annuale evento MacWorld in cui Apple presenta i nuovi prodotti della casa, è stato presentato un nuovo modello di MacBook denominato Air, la sua particolarità risiede nelle dimensioni estremamente compatte. Sebbene sia altamente probabile che a breve tale notebook possa integrare il successore di Merom, Penryn, al momento esso integra ancora processori Merom. La vera particolarità dell'implementazione di Merom all'interno dei sistemi Air, risiede nel fatto che è stata sviluppata una variante di Merom espressamente per queste soluzioni notebook. Si tratta di particolari versioni in cui il package è stato ridotto rispetto alle soluzioni originarie in modo da poter essere integrato proprio in soluzioni dalle dimensioni molto ridotte. Per ottenere tale risultato Intel avrebbe usato tecnologie impiegate nella produzione dei processori Penryn a 45 nm.
Al momento della presentazione del MacBook Air, Steve Jobs ha fatto la seguente dichiarazione in merito alle particolari versioni di Core 2 Duo integrate in tale prodotto:
(Dichiarazione di Steve Jobs al MacWorld 2008, in occasione dell'annuncio del nuovo MacBook Air)
Pochi giorni dopo la presentazione di queste nuove versioni di processore, altri produttori hanno espresso l'intenzione di poterle implementare nei propri prodotti e tra questi si possono citare Lenovo e Fujitsu. Sulla scia del successo ottenuto da questo prodotto Intel ha deciso di proporre un nuovo modello chiamato SL7100 caratterizzato da un consumo massimo di soli 12 W e per il core Penryn ha creato tutta una nuova serie di CPU a package ridotto disponibile per tutti i produttori che ne facciano richiesta.

## Prezzi delle varie versioni di Merom
I primi modelli di Merom, tutti con BUS a 667 MHz, hanno i seguenti prezzi:
- Core 2 Duo T7600G - 999 $ (attualmente fornito in esclusiva da DELL sul suo notebook DELL XPS M1710. Questa CPU Merom permette di effettuare un facile overclock da bios fino a 3,16 GHz)
- Core 2 Duo T7600 - 637 $
- Core 2 Duo T7400 - 423 $
- Core 2 Duo T7200 - 294 $
- Core 2 Duo T5600 - 241 $
- Core 2 Duo T5500 - 209 $

Anche per Merom sono state presentate le versioni a bassa tensione ridotto, arrivate però solo a inizio 2007; si tratta più precisamente di 2 versioni LV (Low voltage) per Socket 479:
- Core 2 Duo L7400 - 325 $
- Core 2 Duo L7200 - 285 $

E successivamente anche quelle per Socket P
- Core 2 Duo L7500 - 316 $
- Core 2 Duo L7300 - 284 $

Con l'arrivo della piattaforma Centrino Pro Santa Rosa, a maggio 2007, sono stati messi in commercio i seguenti modelli in cui le maggiori differenze rispetto ai modelli precedenti risiedono nella nuova frequenza di BUS a 800 MHz e nell'utilizzo del Socket P.:
- Core 2 Duo T7700 - 530 $
- Core 2 Duo T7500 - 316 $
- Core 2 Duo T7300 - 241 $
- Core 2 Duo T7100 - 209 $

A luglio e agosto 2007 sono state presentate anche 2 versioni ancora più potenti della T7700 che hanno preso il nome di Core 2 Extreme (al pari della controparte desktop) ma alloggiate sempre nel socket P. Si tratta quindi di particolari versione di Core 2 Extreme pensate per l'utilizzo in sistemi notebook. Questi processori sono dotati di moltiplicatore di frequenza sbloccato verso l'alto come abituale per le CPU della serie Extreme Edition per sistemi desktop presentate da Intel in precedenza. Di seguito il prezzo dei modelli Extreme (a settembre 2007 sono ancora identici):
- Core 2 Extreme X7800 - 851 $
- Core 2 Extreme X7900 - 851 $

Per i portatili con maggiori esigenze di risparmio energetico a settembre 2007 sono state presentate 2 versioni ULV (Ultra Low Voltage):
- Core 2 Solo U2100 - 241 $
- Core 2 Solo U2200 - 262 $

Per queste CPU viene utilizzato il Socket 479 perché il chipset Calistoga (i945) consuma circa la metà del Crestline (i965) e quindi è più adatto all'utilizzo con questi processori.

### Versione per i soli produttori OEM
Come già fatto con il core Yonah, Intel ha sviluppato anche un'altra versione di processore Core 2 Duo Merom specificamente destinata ad alcuni dei suoi partner OEM, da utilizzare in particolari serie di soluzioni notebook a partire da ottobre 2006:
- Core 2 Duo T5200 - 2 MB di cache L2

Questo nuovo processore viene abbinato al chipset i945, andando di fatto a sostituire nelle linee di prodotto dei clienti OEM i modelli Core Duo T2250 e T2050, soluzioni basate su core Yonah introdotte da Intel anche in questo caso solo per alcuni partner produttori di notebook, senza includerle nella roadmap originaria dei processori Core Duo.

### Modelli
Nel terzo trimestre 2007 sono stati annunciati tagli di prezzo per tutte le versioni, e l'arrivo dei modelli T7800 e T7250. Spariranno invece i T7100 e T7300. Di seguito la nuova gamma:
- Core 2 Duo T7800 - clock di 2,6 GHz, BUS a 800 MHz, 4 MB di cache L2 - 530 $
- Core 2 Duo T7250 - clock di 2,0 GHz, BUS a 800 MHz, 2 MB di cache L2 - 209 $

Infine, il 30 dicembre dovrebbe venir presentato un altro modello a bassa tensione, di cui non si conosce però ancora la frequenza di BUS:
- Core 2 Duo U7700 - clock di 1,33 GHz, 2 MB di cache L2 - 289 $

## Modelli arrivati sul mercato
La tabella seguente mostra i modelli di Core 2 Duo, basati su core Meromn, arrivati sul mercato. Molti di questi condividono caratteristiche comuni pur essendo basati su diversi core; per questo motivo, allo scopo di rendere maggiormente evidente tali affinità e "alleggerire" la visualizzazione alcune colonne mostrano un valore comune a più righe. Di seguito anche una legenda dei termini (alcuni abbreviati) usati per l'intestazione delle colonne:
- Nome Commerciale: si intende il nome con cui è stato immesso in commercio quel particolare esemplare.
- Data: si intende la data di immissione sul mercato di quel particolare esemplare.
- Socket: lo zoccolo della scheda madre in cui viene inserito il processore. In questo caso il numero rappresenta oltre al nome anche il numero dei pin di contatto.
- N°Core: si intende il numero di core montati sul package: 1 se "single core" o 2 se "dual core".
- Clock: la frequenza di funzionamento del processore.
- Molt.: sta per "Moltiplicatore" ovvero il fattore di moltiplicazione per il quale bisogna moltiplicare la frequenza di bus per ottenere la frequenza del processore.
- Pr.Prod.: sta per "Processo produttivo" e indica tipicamente la dimensione dei gate dei transistor (180 nm, 130 nm, 90 nm) e il numero di transistor integrati nel processore espresso in milioni.
- Voltag.: sta per tensione. Indica la tensione di alimentazione del processore
- Watt: si intende il consumo massimo di quel particolare esemplare.
- Bus: frequenza del bus di sistema.
- Cache: dimensione delle cache di 1º e 2º livello.
- XD: sta per "XD-bit" e indica l'implementazione della tecnologia di sicurezza che evita l'esecuzione di codice malevolo sul computer.
- 64: sta per "EM64T" e indica l'implementazione della tecnologia a 64 bit di Intel.
- HT: sta per "Hyper-Threading" e indica l'implementazione della esclusiva tecnologia Intel che consente al sistema operativo di vedere 2 core logici.
- ST: sta per "SpeedStep Technology" ovvero la tecnologia di risparmio energetico sviluppata da Intel e inserita negli ultimi Pentium 4 Prescott serie 6xx per contenere il consumo massimo.
- VT: sta per "Vanderpool Technology", la tecnologia di virtualizzazione che rende possibile l'esecuzione simultanea di più sistemi operativi differenti contemporaneamente.

| Nome Commerciale     | Data        | Socket | N°Core | Clock    | Molt. | Pr.Prod.       | Voltag. | Watt | Bus     | Cache            | XD | 64 | HT | ST | VT |
| -------------------- | ----------- | ------ | ------ | -------- | ----- | -------------- | ------- | ---- | ------- | ---------------- | -- | -- | -- | -- | -- |
| Core 2 Duo T5500     | 27/lug/2006 | 479    | 2      | 1,66 GHz | 10x   | 65 nm          | 1,17 V  | 34 W | 667 MHz | L1=2x64KB L2=2MB | Sì | Sì | No | Sì | No |
| Core 2 Duo T5600     | 27/lug/2006 | 479    | 2      | 1,83 GHz | 11x   | 65 nm          | 1,17 V  | 34 W | 667 MHz | L1=2x64KB L2=2MB | Sì | Sì | No | Sì | Sì |
| Core 2 Duo T7200     | 27/lug/2006 | 479    | 2      | 2,0 GHz  | 12x   | 65 nm 291 mil. | 1,17 V  | 34 W | 667 MHz | L1=2x64KB L2=4MB | Sì | Sì | No | Sì | Sì |
| Core 2 Duo T7400     | 27/lug/2006 | 479    | 2      | 2,16 GHz | 13x   | 65 nm 291 mil. | 1,17 V  | 34 W | 667 MHz | L1=2x64KB L2=4MB | Sì | Sì | No | Sì | Sì |
| Core 2 Duo T7600     | 27/lug/2006 | 479    | 2      | 2,33 GHz | 14x   | 65 nm 291 mil. | 1,17 V  | 34 W | 667 MHz | L1=2x64KB L2=4MB | Sì | Sì | No | Sì | Sì |
| Core 2 Duo T7100     | 9/mag/2007  | P      | 2      | 1,8 GHz  | 9x    | 65 nm          | 1,17 V  | 34 W | 800 MHz | L1=2x64KB L2=2MB | Sì | Sì | No | Sì | Sì |
| Core 2 Duo T7300     | 9/mag/2007  | P      | 2      | 2 GHz    | 10x   | 65 nm 291 mil. | 1,17 V  | 34 W | 800 MHz | L1=2x64KB L2=4MB | Sì | Sì | No | Sì | Sì |
| Core 2 Duo T7500     | 9/mag/2007  | P      | 2      | 2,2 GHz  | 11x   | 65 nm 291 mil. | 1,17 V  | 34 W | 800 MHz | L1=2x64KB L2=4MB | Sì | Sì | No | Sì | Sì |
| Core 2 Duo T7700     | 9/mag/2007  | P      | 2      | 2,4 GHz  | 12x   | 65 nm 291 mil. | 1,17 V  | 34 W | 800 MHz | L1=2x64KB L2=4MB | Sì | Sì | No | Sì | Sì |
| Core 2 Extreme X7800 | 16/lug/2007 | P      | 2      | 2,6 GHz  | 13x   | 65 nm 291 mil. | 1,17 V  | 44 W | 800 MHz | L1=2x64KB L2=4MB | Sì | Sì | No | Sì | Sì |
| Core 2 Extreme X7900 | 23/ago/2007 | P      | 2      | 2,8 GHz  | 14x   | 65 nm 291 mil. | 1,17 V  | 44 W | 800 MHz | L1=2x64KB L2=4MB | Sì | Sì | No | Sì | Sì |
| Core 2 Duo L7300     | N.A.        | P      | 2      | 1,4 GHz  | 7x    | 65 nm 291 mil. | N.A.    | 17 W | 800 MHz | L1=2x64KB L2=4MB | Sì | Sì | No | Sì | Sì |
| Core 2 Duo L7500     | N.A.        | P      | 2      | 1,6 GHz  | 8x    | 65 nm 291 mil. | N.A.    | 17 W | 800 MHz | L1=2x64KB L2=4MB | Sì | Sì | No | Sì | Sì |
| Core 2 Duo L7700     | 10/set/2007 | P      | 2      | 1,8 GHz  | 9x    | 65 nm 291 mil. | N.A.    | 17 W | 800 MHz | L1=2x64KB L2=4MB | Sì | Sì | No | Sì | Sì |
| Core 2 Duo SL7100    | 20/feb/2008 | P      | 2      | 1,2 GHz  | 6x    | 65 nm 291 mil. | N.A.    | 12 W | 800 MHz | L1=2x64KB L2=4MB | Sì | Sì | No | Sì | Sì |
| Core 2 Duo L7200     | 1/feb/2007  | 479    | 2      | 1,33 GHz | 8x    | 65 nm 291 mil. | N.A.    | 17 W | 667 MHz | L1=2x64KB L2=4MB | Sì | Sì | No | Sì | Sì |
| Core 2 Duo L7400     | 1/feb/2007  | 479    | 2      | 1,5 GHz  | 9x    | 65 nm 291 mil. | N.A.    | 17 W | 667 MHz | L1=2x64KB L2=4MB | Sì | Sì | No | Sì | Sì |
| Core 2 Solo U2100    | 10/set/2007 | 479    | 1      | 1,06 GHz | 8x    | 65 nm          | N.A.    | 5 W  | 533 MHz | L1=64KB L2=1MB   | Sì | Sì | No | Sì | Sì |
| Core 2 Solo U2200    | 10/set/2007 | 479    | 1      | 1,2 GHz  | 9x    | 65 nm          | N.A.    | 5 W  | 533 MHz | L1=64KB L2=1MB   | Sì | Sì | No | Sì | Sì |

Nota: la tabella soprastante è un estratto di quella completa contenuta nella pagina del Core 2 Duo.

## Termine della produzione dei primi esemplari di Merom
Intel annunciò di voler sospendere nel marzo 2008 la produzione dei seguenti modelli basati su Merom: Core 2 Duo T7600, T7400, T7200, T5600 e T5500, oltre ai Celeron M 530 e 520.
Questa mossa segnò l'inizio della fine per la prima piattaforma Centrino Duo Napa e in particolare anche per la Napa64. Inoltre il progressivo abbandono delle soluzioni a 65 nm facilitò il passaggio alle soluzioni a 45 nm.

## Il successore
Il successore di Merom avrebbe dovuto essere Gilo ma, successivamente, si è saputo che il suo posto è stato preso da Penryn che riprenderà buona parte del progetto di Merom ma verrà realizzato mediante processo produttivo a 45 nm. Secondo alcune indiscrezioni, è possibile che Gilo possa in futuro essere il successore proprio di Penryn, ma non si sono avute conferme in tal senso.